# Scilla mischtschenkoana
Scilla mischtschenkoana är en sparrisväxtart som beskrevs av Aleksandr Alfonsovitj Grossgejm. Scilla mischtschenkoana ingår i släktet blåstjärnesläktet, och familjen sparrisväxter. Inga underarter finns listade i Catalogue of Life.

## Bildgalleri

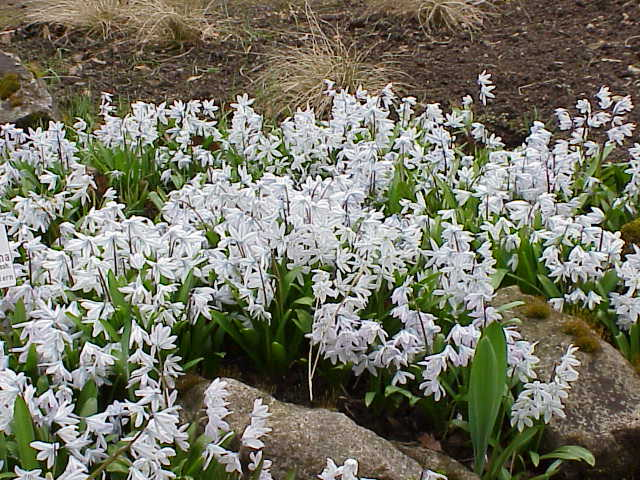
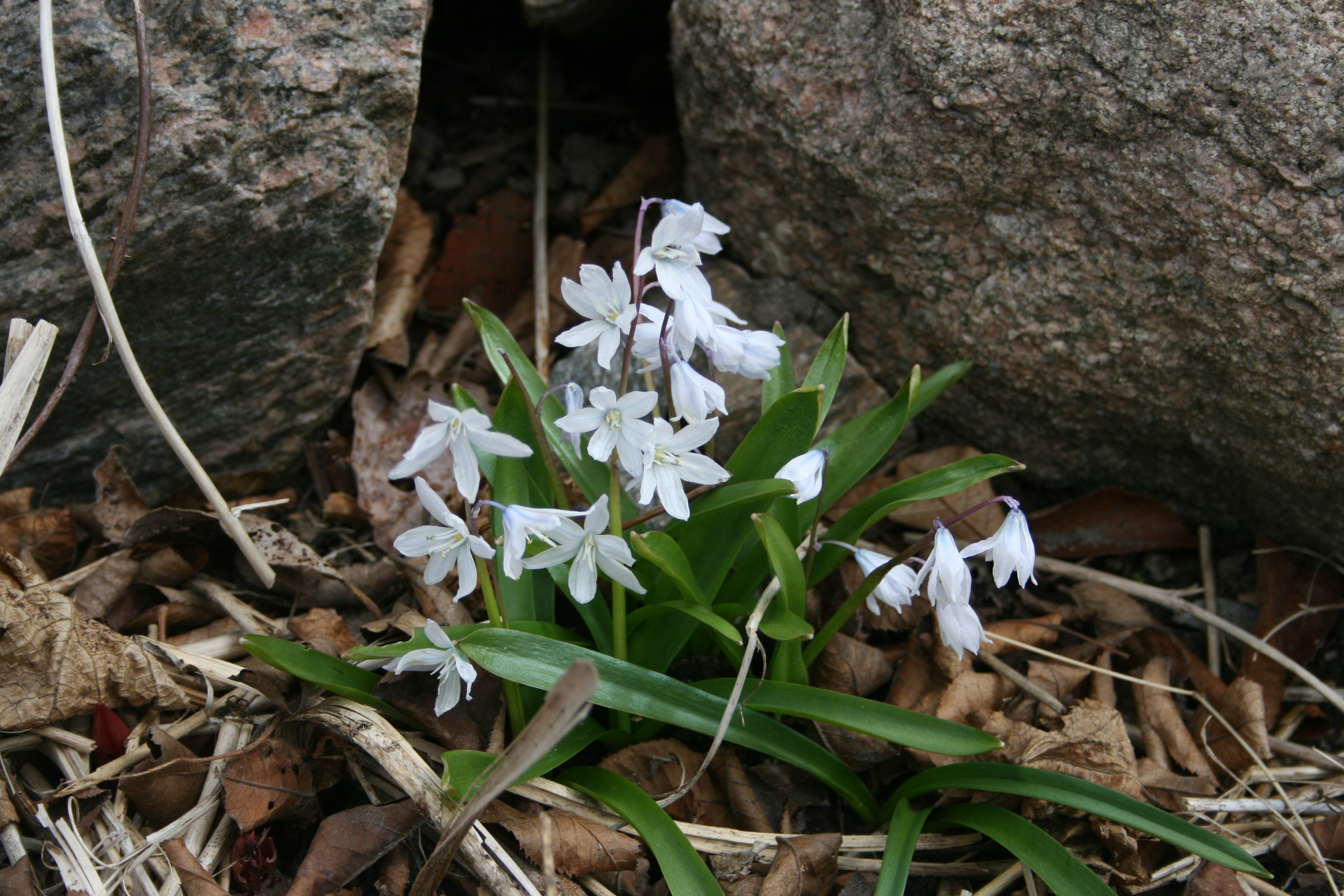
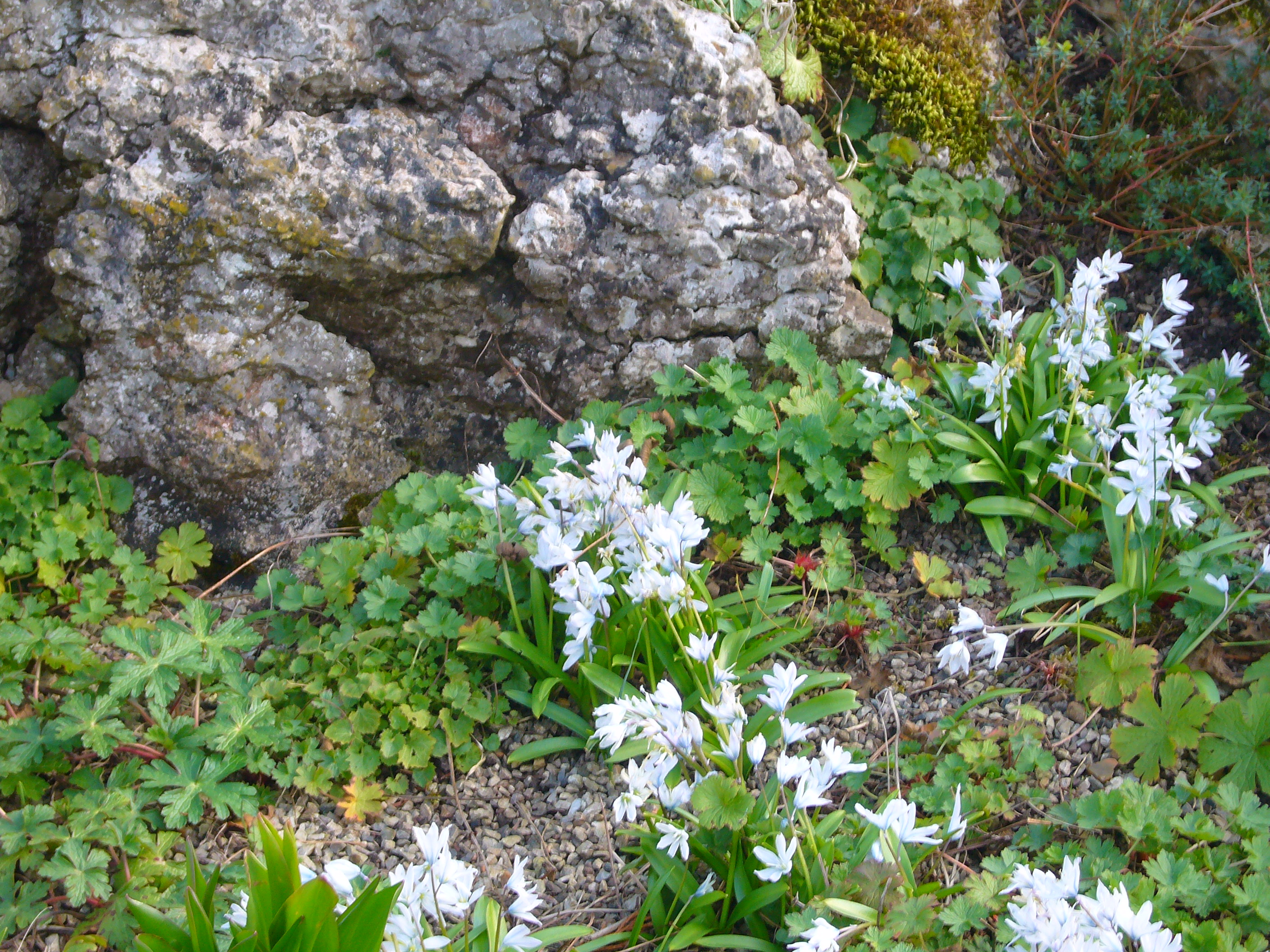
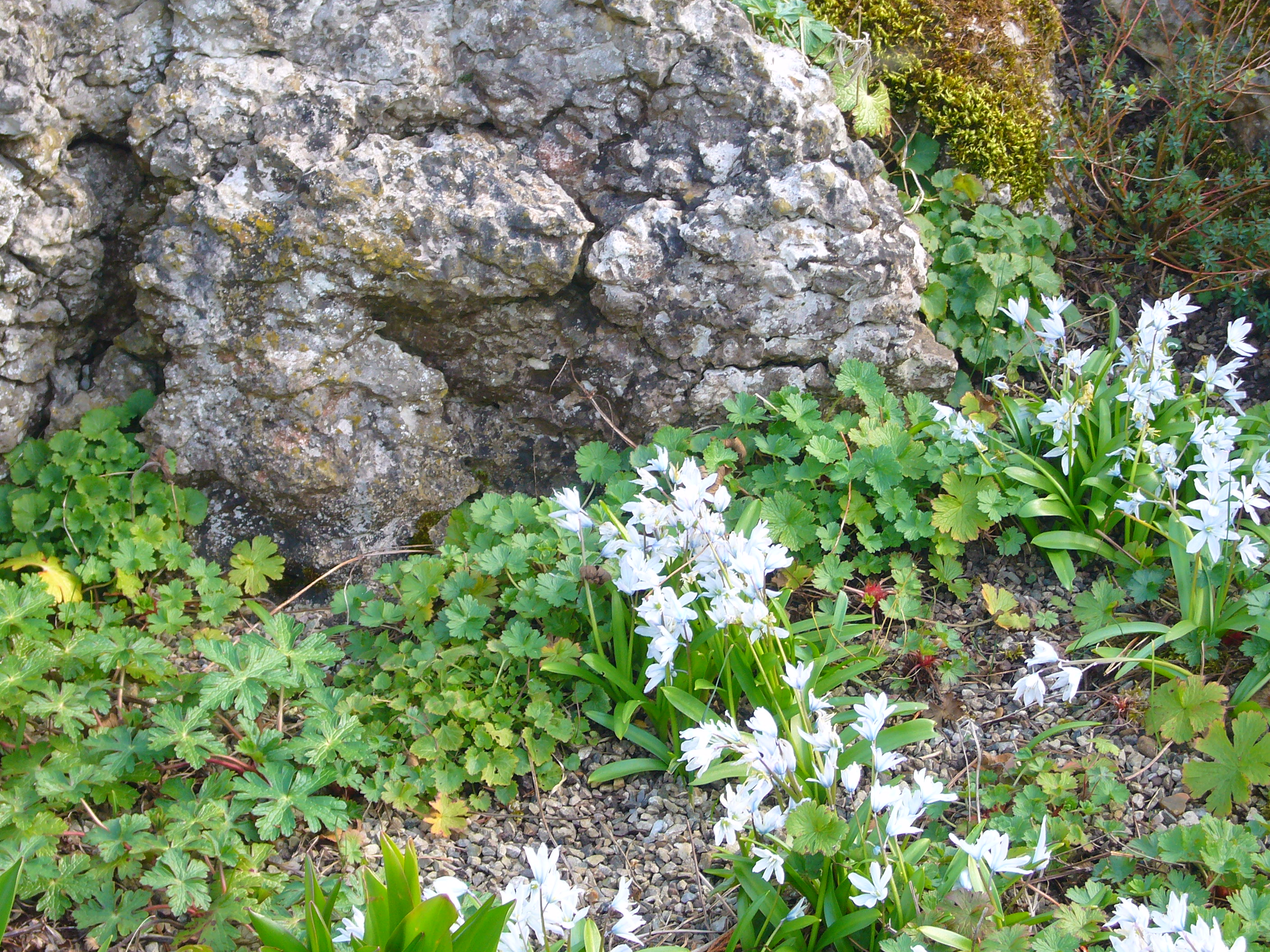